# Gran Premi de Rússia del 2014
El Gran Premi de Rússia de Fórmula 1 de la temporada 2014 s'ha disputat al circuit urbà de Sotxi, del 10 al 12 d'octubre del 2014.

## Resultats de la qualificació
| Pos                  | No | Pilot      | Constructor       | Part 1               | Part 2   | Part 3   | Sortida  |     |
| -------------------- | -- | ---------- | ----------------- | -------------------- | -------- | -------- | -------- | --- |
| 1                    | 44 | Regne Unit | Lewis Hamilton    | Mercedes             | 1:38.759 | 1:38.338 | 1:38.513 | 1   |
| 2                    | 6  | Alemanya   | Nico Rosberg      | Mercedes             | 1:39.076 | 1:38.606 | 1:38.713 | 2   |
| 3                    | 77 | Finlàndia  | Valtteri Bottas   | Williams-Mercedes    | 1:39.125 | 1:38.971 | 1:38.920 | 3   |
| 4                    | 22 | Regne Unit | Jenson Button     | McLaren-Mercedes     | 1:39.560 | 1:39.381 | 1:39.121 | 4   |
| 5                    | 26 | Rússia     | Daniïl Kviat      | Toro Rosso-Renault   | 1:40.074 | 1:39.296 | 1:39.277 | 5   |
| 6                    | 20 | Dinamarca  | Kevin Magnussen   | McLaren-Mercedes     | 1:39.735 | 1:39.022 | 1:39.629 | 111 |
| 7                    | 3  | Austràlia  | Daniel Ricciardo  | Red Bull-Renault     | 1:40.519 | 1:39.666 | 1:39.635 | 6   |
| 8                    | 14 | Espanya    | Fernando Alonso   | Ferrari              | 1:40.255 | 1:39.786 | 1:39.709 | 7   |
| 9                    | 7  | Finlàndia  | Kimi Räikkönen    | Ferrari              | 1:40.098 | 1:39.838 | 1:39.771 | 8   |
| 10                   | 25 | França     | Jean-Éric Vergne  | Toro Rosso-Renault   | 1:40.354 | 1:39.929 | 1:40.020 | 9   |
| 11                   | 1  | Alemanya   | Sebastian Vettel  | Red Bull-Renault     | 1:40.382 | 1:40.052 |          | 10  |
| 12                   | 27 | Alemanya   | Nico Hülkenberg   | Force India-Mercedes | 1:40.273 | 1:40.058 |          | 171 |
| 13                   | 11 | Mèxic      | Sergio Pérez      | Force India-Mercedes | 1:40.723 | 1:40.163 |          | 12  |
| 14                   | 21 | Mèxic      | Esteban Gutiérrez | Sauber-Ferrari       | 1:41.159 | 1:40.536 |          | 13  |
| 15                   | 99 | Alemanya   | Adrian Sutil      | Sauber-Ferrari       | 1:40.766 | 1:40.984 |          | 14  |
| 16                   | 8  | França     | Romain Grosjean   | Lotus-Renault        | 1:42.526 | 1:41.397 |          | 15  |
| 17                   | 9  | Suècia     | Marcus Ericsson   | Caterham-Renault     | 1:42.648 |          |          | 16  |
| 18                   | 19 | Brasil     | Felipe Massa      | Williams-Mercedes    | 1:43.064 |          |          | 18  |
| 19                   | 10 | Japó       | Kamui Kobayashi   | Caterham-Renault     | 1:43.166 |          |          | 19  |
| 20                   | 13 | Veneçuela  | Pastor Maldonado  | Lotus-Renault        | 1:43.205 |          |          | 212 |
| 21                   | 4  | Regne Unit | Max Chilton       | Marussia-Ferrari     | 1:43.649 |          |          | 201 |
| 107% temps: 1:45.672 |    |            |                   |                      |          |          |          |     |
| Font:                |    |            |                   |                      |          |          |          |     |

Notes:
- ^1  — Kevin Magnussen, Nico Hülkenberg i Max Chilton van rebre tots 5 llocs de penalització per substituir la caixa de canvi.[1][2]
- ^2  — Pastor Maldonado va rebre 5 llocs de penalització per excedir la quota (5) de canvis en el motor del seu monoplaça al llarg de la temporada.[3] A més va sumar-n'hi 5 més per substituir la caixa de canvi.

## Resultats de la Cursa
| Pos   | No | Pilot      | Constructor       | Voltes               | Temps / Retirada | Pos.Sortida     | Punts |    |
| ----- | -- | ---------- | ----------------- | -------------------- | ---------------- | --------------- | ----- | -- |
| 1     | 44 | Regne Unit | Lewis Hamilton    | Mercedes             | 53               | 1h 31' 50. 744  | 1     | 25 |
| 2     | 6  | Alemanya   | Nico Rosberg      | Mercedes             | 53               | + 13.657 s      | 2     | 18 |
| 3     | 77 | Finlàndia  | Valtteri Bottas   | Williams-Mercedes    | 53               | + 17.425 s      | 3     | 15 |
| 4     | 22 | Regne Unit | Jenson Button     | McLaren-Mercedes     | 53               | + 30.234 s      | 4     | 12 |
| 5     | 20 | Dinamarca  | Kevin Magnussen   | McLaren-Mercedes     | 53               | + 53.616 s      | 11    | 10 |
| 6     | 14 | Espanya    | Fernando Alonso   | Ferrari              | 53               | + 1:00.016 min. | 7     | 8  |
| 7     | 3  | Austràlia  | Daniel Ricciardo  | Red Bull-Renault     | 53               | + 1:01.812 min. | 6     | 6  |
| 8     | 1  | Alemanya   | Sebastian Vettel  | Red Bull-Renault     | 53               | + 1:06.185 min. | 10    | 4  |
| 9     | 7  | Finlàndia  | Kimi Räikkönen    | Ferrari              | 53               | + 1:18.877 min. | 8     | 2  |
| 10    | 11 | Mèxic      | Sergio Pérez      | Force India-Mercedes | 53               | + 1:20.067 min. | 12    | 1  |
| 11    | 19 | Brasil     | Felipe Massa      | Williams-Mercedes    | 53               | + 1:20.877 min. | 18    |    |
| 12    | 27 | Alemanya   | Nico Hülkenberg   | Force India-Mercedes | 53               | + 1:21.309 min. | 17    |    |
| 13    | 25 | França     | Jean-Éric Vergne  | Toro Rosso-Renault   | 53               | + 1:37.295 min. | 9     |    |
| 14    | 26 | Rússia     | Daniïl Kviat      | Toro Rosso-Renault   | 52               | + 1 Volta       | 5     |    |
| 15    | 21 | Mèxic      | Esteban Gutiérrez | Sauber-Ferrari       | 52               | + 1 Volta       | 13    |    |
| 16    | 99 | Alemanya   | Adrian Sutil      | Sauber-Ferrari       | 52               | + 1 Volta       | 14    |    |
| 17    | 8  | França     | Romain Grosjean   | Lotus-Renault        | 52               | + 1 Volta       | 15    |    |
| 18    | 13 | Veneçuela  | Pastor Maldonado  | Lotus-Renault        | 52               | + 1 Volta       | 21    |    |
| 19    | 9  | Suècia     | Marcus Ericsson   | Caterham-Renault     | 51               | + 2 Voltes      | 16    |    |
| Ret   | 10 | Japó       | Kamui Kobayashi   | Caterham-Renault     | 21               | Frens           | 19    |    |
| Ret   | 4  | Regne Unit | Max Chilton       | Marussia-Ferrari     | 9                | Suspensions     | 20    |    |
| Font: |    |            |                   |                      |                  |                 |       |    |